# Журавльово (Балейський район)
Журавльо́во (рос. Журавлёво) — село у складі Балейського району Забайкальського краю, Росія. Входить до складу Нижньоільдіканського сільського поселення.

## Населення
Населення — 48 осіб (2010; 71 у 2002).
Національний склад (станом на 2002 рік):
- росіяни — 100 %